# Очеретуватівська волость
Очеретува́тівська во́лость — адміністративно-територіальна одиниця Новомосковського повіту Катеринославської губернії.
Станом на 1886 рік у складі було 10 поселень та 10 громад. Населення — 1440 осіб (663 чоловічої статі і 777 — жіночої), 199 дворових господарств.
|                     | Площа, десятин | У тому числі орної, дес. |
| ------------------- | -------------- | ------------------------ |
| Сільських громад    | 957            | 850                      |
| Приватної власності | 20347          | 4783                     |
| Іншої власності     | 120            | 67                       |
| Загалом             | 21424          | 5700                     |

Найбільше поселення волості:
- Очеретувате — слобода над річкою Кільчень, 352 особи, молитовний будинок.